# Keegan McHargue
Keegan McHargue est un artiste américain, né dans l'État d'Oregon à Portland, États-Unis, en 1982.

## Expositions personnelles
2008
- Well Charged, Galerie Emmanuel Perrotin, Paris, France
- The Process Group, Metro Pictures Gallery, New York, États-Unis

2007
- The Yellow Spectrum, Jack Hanley Gallery, San Francisco, États-Unis
- Bubble Eyes, Hiromi Yoshii Gallery, Tokyo, Japon

2006
- Air Above Moutains (Building Within), Galerie Emmanuel Perrotin, Paris, France
- The control Group, Metro Pictures, New York, États-Unis
- Jack Hanley, San Francisco, États-Unis

2005
- Drawing Circles, Hiromi Yoshii Gallery, Tokyo, Japon
- Building for Water, Jack Hanley Gallery, Los Angeles, Californie, États-Unis

2004
- The Suns' Son Mends Man's Path, Statements -Art Basel/Miami Beach, Miami, États-Unis
- Feel the Wind, Jack Hanley Gallery, Jack Hanley Annex, San Francisco, États-Unis

2003
- The Wolfman Cometh, Rivington Arms, 16 mai-22 juin, New York, États-Unis
- Keegan McHargue and Matt Lienes, The Wrong Gallery, New York, États-Unis

## Expositions collectives
2008
- Imaginary Realities, Max Wigram Gallery, Londres, Royaume-Uni
- Brevities Rainbow, Cinders Gallery, Brooklyn, États-Unis

2007
- The Melvins, Mandrake, Los Angeles, États-Unis
- ...what will be told of today tomorrow : KölnShow2, European Kunsthalle, Cologne, Allemagne
- Galerie Emmanuel Perrotin, Miami, États-Unis

2006
- Only the Paranoid Survive, Hudson Valley Center for Contemporary Art, Peekskill, New York, États-Unis
- Panic Room - Works from the Dakis Joannou Collection, DESTE Foundation, Athènes, Grèce
- Air Above Moutains (Building Within), Galerie Emmanuel Perrotin, Paris, France
- Köln Show par Kunsthalle of Köln, Cologne, Allemagne

2005
- Bay Area Now 4, Yerba Buena Center, San Francisco, Californie, États-Unis
- Gallery Artists, Jack Hanley Gallery, Los Angeles, Californie, États-Unis
- Artist for White Columns, Whit Columns, New York, États-Unis
- Art Review : Top 25 Emerging Artists, Phillips de Pury, New York, États-Unis
- Yo mire un garza mora dandole combate a un rio, curatrice Devendra Banhart, Atelier Cardenas Bellanger, Paris, France

2004
- Incantations', Metro Pictures, New York, États-Unis
- Delivier Us From Evil : Dinos & Jake Chapman, R. Crumb, Honore Daumier, Dr Lakra, Keegan McHargue, Matthew Marks Gallery, New York, États-Unis
- Lo-Gressive Living : Works on Paper from the San Francisco Bay Area, The Approach Gallery, Londres, Royaume-Uni
- Majority Whip, White Box, New York, États-Unis
- Dessins et des Autres, Galerie Anne de Villepoix, Paris, France
- Mental Space, Wendy Cooper Gallery, Madison, Wisconsin, États-Unis
- Paperwork, Savage Art Ressources, Portland, Oregon, États-Unis
- K48 Funhouse, curateur Scott Hug, Deitch Projects, New York, États-Unis

2003
- We Are Electri, curateur Chris Perez, Deitch Projects, New York, États-Unis
- Balant Localism, Leo Koenig Annex, New York, États-Unis
- Today's Man, Hiromi Yoshii Gallery, Tokyo, Japon
- Today's Man, John Connely Presents, New York, États-Unis
- Retreat, Peres Projects, Los Angeles, Californie, États-Unis
- Teenage Rebel : The Bedroom Show, Galerie du Jour, Agnes b., Paris, France
- Dirt Wizards, Brooklyn Fire Proof Inc., New York, États-Unis
- Russel Simmons' Art for Life Auction Preview, Kenny Schnachter ConTEMPorary, New York, États-Unis
- Group Show, PNCA, curated by Ian Hawk, Gallery 500, Portland, Oregon, États-Unis

2002
- Alife Store, Deitch Projects, New York, États-Unis
- Alife Store, Roberts And Tilton, Los Angeles, Californie, États-Unis
- No War, Luggage Store Gallery, San Francisco, Californie, États-Unis
- From the Trenchs, New Image Arts, Los Angeles, Californie, États-Unis
- Skate on wall, Nagoya Parko Museum Galleries, Tokyo, Japon
- Skate on wall, Rocket Japan, Tokyo, Japon